# Miejska hala targowa w Bydgoszczy
Miejska hala targowa – zabytkowy budynek handlowy w Bydgoszczy znajdujący się na rogu ul. Podwale i ul. Magdzińskiego, w obrębie Starego Miasta w Bydgoszczy.

## Historia
We wschodniej części obecnej hali targowej do XVIII wieku znajdowała się fosa zamkowa, oddzielająca miasto lokacyjne Bydgoszczy od ufortyfikowanego zamku starościńskiego. Wskutek ciągłego zasypywania starorzecza odpadkami komunalnymi (ze szczególnym nasileniem w XVII-XVIII w.), fosa ulegała stopniowemu zamuleniu i osuszeniu, zaś teren - niwelacji. 
W 1787 r. z inicjatywy władz pruskich w miejscu obecnej hali przy ul. Podwale, na wysokości ul. Magdzińskiego zbudowano miejską farę ewangelicką - pierwszy niekatolicki kościół w mieście. Kościół ten służył ewangelicko-unijnej społeczności miejskiej przez cały XIX wiek, zaś dochodzącą do niego ze Starego Rynku ulicę nazwano „Kościelną”.
W 1899 r. rozpoczęto szeroko zakrojone prace zmierzające do uporządkowania i zagospodarowania dawnego wzgórza zamkowego, leżącego po wschodniej stronie ulicy Podwale. W ramach tych prac, na miejscu rozebranej starej fary ewangelickiej wybudowano w 1904 r. budynek miejskiej hali targowej oraz przedłużono w kierunku wschodnim ul. Magdzińskiego, której perspektywę zamknęła nowa świątynia ewangelicka pw. św. Krzyża.
Hala targowa została zaprojektowana przez spółkę architektoniczną Boswau & Knauer GmbH z Berlina. Wzniesiono ją w okresie, gdy przewartościowaniu ulegało podejście społeczeństwa do spraw związanych ze zdrowiem i higieną. Wiele miast wznosiło wówczas zadaszone hale targowe, aby zachować standardy higieniczne w handlu artykułami spożywczymi. 
Inwestorem hali targowej w Bydgoszczy było miasto. Wzniesiono ją na parceli byłej fary ewangelickiej, powiększonej o część posiadłości rentiera Alberta Wiese. Podłoże budowli wzmocniono przez nawiezienie piasku. Budowę rozpoczęto jesienią 1904 r. i ukończono na wiosnę 1906 r. Wszystkie prace budowlane i wykończeniowe zostały wykonane przez miejscowe firmy i rzemieślników. Otwarcie hali miało miejsce w piątek 20 lipca 1906 r. w obecności władz miejskich. 
Od strony ul. Podwale znajdowały się pomieszczenia administracyjne (mieszkanie dla inspektora hali, gabinet lekarza weterynarii, komisariat policji). Wewnątrz stworzono miejsce dla 96 stoisk, w przeważającej większości mięsnych. Te ostatnie - na wzór hali berlińskiej - zaprojektowano w dwóch rodzajach: jako zamknięte - z kamiennymi ladami, oraz otwarte. Każde (mięsne i rybne) zostało zaopatrzone w osobny numer i nazwę firmy. Budowla została wyposażona w wysokie na 3,5 m piwnice, stwarzające możliwość wbudowania instalacji chłodniczych. Budowla otwarta była we wszystkie dni tygodnia. Koniec i początek czasu handlowego obwieszczał dźwięk dzwonu.
Hala bydgoska różniła się od innych tym, że dopuszczono w niej do sprzedaży wyłącznie mięso (w tym również ryby, także morskie), jak również kraby, raki, ostrygi i homary. Inne towary można było nabywać na cotygodniowych targach odbywających się na otwartych placach.
W latach 1924–1939 hala była administrowana przez Dyrekcję Rzeźni Miejskiej jako centralny punkt sprzedaży detalicznej mięsa i ryb. Było wówczas 66 jatek i 14 stoisk z basenami dla ryb, a w piwnicy sprzedawano drób i nabiał. 
Obiekt służył celom handlowym do czasów obecnych, stanowiąc własność Bydgoskiej Spółdzielni Spożywców. W l. 2009–2010 odnowiono elewacje budynku (wymieniono popękane cegły oraz inne uszkodzone elementy muru, stare spoiny zostały wykute i położono świeże, a ponadto odnowiono kartusz z herbem miasta), a w 2016 rozebrano większość pawilonów handlowych w pobliżu hali. 2 listopada 2016 roku obiekt za kwotę 5 mln zł stał się własnością miasta. We wrześniu 2017 ogłoszono przetarg na wykonanie dokumentacji projektowej remontu budynku.
W 2019 rozstrzygnięto przetarg na prace konserwatorskie o wartości 2,3 mln zł. Zakres prac objął m.in. remont dachu (wymiana dachówki, blach, rynien i świetlików oraz części więźby w budynku biurowo-handlowym), ceglanych murów (naprawa pęknięć, wymiana uszkodzonych cegieł, spoin, remont gzymsów i profili, izolacja przed wilgocią), izolację ścian piwnic, odnowienie zawilgoconych tynków) oraz rozbiórkę większości boksów w centralnej części hali. W końcu 2019 usunięto przylegające do obiektu pawilony handlowe, ponadto odremontowano wieżyczki w narożnikach budowli, wymieniono szyby oraz przeprowadzono remont tarasu zewnętrznego i balustrady. Zakończenie remontu nastąpiło w 2020. 23 września 2020 ogłoszono, że operatorem hali na 9 lat i 11 miesięcy została firma Net2b, którą zobowiązano do realizacji funkcji wskazanych w czasie konsultacji społecznych oraz prac specjalnie do tego celu powołanej komisji, przede wszystkim handlowo-gastronomicznych z uzupełniającą ofertą kulturalną.
Obiekt został otwarty po remoncie 4 sierpnia 2023 roku. Znalazło się w nim kilkanaście lokali gastronomicznych oraz strefa gier, natomiast nie było punktów handlowych. Hala funkcjonowała w tej formie do stycznia 2024 roku, po czym ponownie została zamknięta w wyniku rozwiązania umów z częścią restauratorów. Operator obiektu został zobowiązany do przedstawienia nowego konceptu na rozwój miejsca. 
W czerwcu 2024 roku ogłoszono, że w hali targowej będzie funkcjonował GWAR foodhall składający się z lokali gastronomicznych, a także strefa handlowa BAZAR oraz przestrzeń handlowo-muzealna ze strefą eventowo – rozrywkową pod nazwą DOOM COOLTURY. Część restauracyjna została otwarta na nowo 14 czerwca 2024 roku, zaś pozostałe mają funkcjonować od jesieni 2024 roku.

## Architektura
Budynek hali wzniesiono na rzucie prostokąta i nakryto przeszkloną konstrukcją stalową. Elewacje wykonano z cegły, z tynkowanymi płycinami. Nad wejściem głównym umieszczono herb Bydgoszczy.
Budynek łączy elementy neogotyckie z modernistycznymi. W narożniku południowo-wschodnim znajduje się baszta zwieńczona dachem namiotowym. Z kolei narożnik południowo-zachodni jest ścięty, ze szczytem schodkowym, ujętym po bokach cylindrycznymi wieżyczkami, nakrytymi dachami stożkowymi. W narożu znajduje się duży otwór drzwiowy zamknięty półkoliście. W elewacji południowej (od ul. Magdzińskeigo) i wschodniej zastosowano duże, zwieńczone półkoliście okna, dzielone laskowaniem. Elewacja zachodnia (od ul. Podwale) jest wydzielona, częściowo piętrowa, nakryta dachem dwuspadowym.